# Leontion
Leontion – grecka hetera, uczennica Epikura i jego kochanka, autorka rozprawy krytykującej poglądy Teofrasta.